# Sidney Salles
Sidney „Shimmy“ Salles (eigentlich Harry Williams; * 1905 oder 1906 in New York City; † 17. April 1941 in East Village (Manhattan), New York City, New York) war eine Figur aus dem organisierten Verbrechen im New York der 1930er Jahre und wird heute der Kosher Nostra zugerechnet. Er soll ferner ein Angehöriger der von Louis Buchalter geführten kriminellen Vereinigung Murder, Inc. gewesen sein.

## Leben
Sidney Salles zählte zu den Gewerkschaftsschlägern und Geldeintreibern der Buchalter-Shapiro-Bande und war des Weiteren ein früherer Komplize von Benjamin Siegel.
Salles galt als Beteiligter an der Ermordung des in Ungnade gefallenen „Murder, Inc.“-Angehörigen Harry Greenberg, der im November 1939 in Los Angeles erschossen wurde. Wegen des Mordes mussten sich Benjamin Siegel und Frankie Carbo im September 1941 vor Gericht verantworten. Die früheren Auftragsmörder Albert Tannenbaum und Abe Reles traten dabei als Belastungszeugen auf.
Am 17. April 1941 wurde eine Anklage wegen Strafvereitelung gegen Salles erhoben und derselbe zur Fahndung ausgeschrieben. Salles soll daran beteiligt gewesen sein, die strafrechtliche Verfolgung von Louis Buchalter verhindert zu haben. Zwölf Stunden später tötete ein maskierter Täter Salles durch fünf Schüsse in den Kopf auf einer belebten Straße in Manhattan im Beisein von zahlreichen Passanten.
Der Polizei gelang es nicht, den Mord an Salles aufzuklären. Man ging davon aus, dass Salles wegen seiner Rolle und Mitwisserschaft im Fall Harry Greenberg für die anderen Tatbeteiligten Benjamin Siegel und Frankie Carbo, die sich wenige Monate später vor Gericht verantworten mussten, eine Bedrohung darstellte und sie deshalb dessen Tod anordneten. Eine Verurteilung der beiden konnte allerdings trotz der Zeugenaussagen von Tannenbaum und Reles nicht erreicht werden. Noch vor seiner gerichtlichen Vernehmung starb Letzterer durch einen Sturz aus seinem Hotelzimmerfenster. Die genauen Umstände seines Todes bleiben bis heute umstritten.